# Home from Home (album)
Home from Home – album szwedzkiej punk rockowej grupy Millencolin. Wydany został 12 marca 2002 roku.

## Lista utworów na płycie
1. "Man Or Mouse" (MP3)
2. "Fingers Crossed"
3. "Black Eye"
4. "Montego"
5. "Punk Rock Rebel"
6. "Kemp" (MP3)
7. "Botanic Mistress"
8. "Happiness For Dogs"
9. "Battery Check"
10. "Fuel To The Flame" (MP3)
11. "Afghan"
12. "Greener Grass"
13. "Home from Home"